# George McLaughlin
George McLaughlin, detto Georgie (9 luglio 1927), è un mafioso statunitense, di origini irlandesi.
Fu membro ed in seguito capo della cricca criminale "Charlestown Mob", stanziata a Charlestown (Massachusetts). George ed i fratelli (Bernie e Punchy) lavoravano all'inizio come bracci destri per il loro partner, Buddy McLean. Secondo un detto locale, George era responsabile per l'inizio di tutte le varie guerre di quartiere in Boston, soprattutto nelle aree meridionali. George fu una volta colpito da una violenta bastonata ed il fratello Bernie tentò di vendicarlo. Bernie chiese a McLean alcune spiegazioni sul fatto, ma dopo il rifiuto di quest'ultimo Bernie giurò vendetta anche su McLean. Il giorno successivo a questo evento, infatti, McLean scoprì una bomba piantata sotto la sua macchina ma riuscì a salvarsi. In seguito McLean sparò a Bernie McLaughlin uccidendolo nella piazza di Charlestown, in piena giornata. George ed il fratello Punchy uccisero Russell Nicholson, primo uomo più fidato di McLean. George fu arrestato in seguito per l'assassinio di un impiegato bancario e da allora è ancora in prigione.